# Maxela
Maxela är en ort i Mexiko.   Den ligger i kommunen Tepecoacuilco de Trujano och delstaten Guerrero, i den södra delen av landet, 160 km söder om huvudstaden Mexico City. Maxela ligger 939 meter över havet och antalet invånare är 1 318.
Terrängen runt Maxela är huvudsakligen lite kuperad. Maxela ligger uppe på en höjd. Runt Maxela är det ganska tätbefolkat, med 214 invånare per kvadratkilometer. Närmaste större samhälle är Mezcala, 13,5 km söder om Maxela. I omgivningarna runt Maxela växer huvudsakligen savannskog.